# Janusz Gołąb
Janusz Gołąb (ur. 16 listopada 1967 w Gliwicach) – polski alpinista i himalaista, pierwszy zimowy zdobywca ośmiotysięcznika Gaszerbrum I (9 marca 2012, wraz z Adamem Bieleckim).

## Życiorys
Wspina się od 1986 roku, jest członkiem Klubu Wysokogórskiego Gliwice. W latach 1987–1989 odbywał obowiązkową służbę wojskową w WOP.
Wraz z Jackiem Fluderem i Stanisławem Piecuchem stworzyli zespół wspinaczkowy, który zyskał przydomek „Dream Team”. Później dołączył do nich Grzegorz Skorek (1978–2004). Ekipa ta w latach 90. XX w. i na początku XXI w. dokonała serii najznakomitszych wspinaczek o charakterze alpejskim w historii polskiego alpinizmu.
Od 2008 był członkiem Kapituły Nagrody Środowisk Wspinaczkowych „Jedynka”, aż do jej rozwiązania w 2011.

## Ważniejsze przejścia

### Tatry
- Wspinał się bardzo aktywnie w Tatrach. 7 i 8 czerwca 1996 r. w środkowej części urwiska Kazalnicy Mięguszowieckiej poprowadził z M. Szymańskiem nową drogę „Metanoja” (trudności VII+/RP, IX-/A1)[6].
- Dokonał solowego przejścia drogi Polak w Kosmosie (V A0,A2+) na ścianie Kotła Kazalnicy Mięguszowieckiej w czasie 13 godzin[7].
- 14 lutego 2001 r. dokonał (wraz ze Stanisławem Piecuchem) najszybszego zimowego przejścia Filara z Ostrogą (V,A1) na Kazalnicy Mięguszowieckiej w czasie 8 godz. i 50 min, a następne 16 lutego drogi Kurtyka-Czyżewski (VI+, A3; w czasie 9,5 godz.)[8].
- Jego zimowe przejścia (wraz Grzegorzem Skorkiem) dwu dróg na Kazalnicy Mięguszowieckiej: Superparanoja (o trudnościach V+ A2, w czasie 17,5h) i Długosz (VI A1, w czasie zaledwie 6,15 h rekord czasowy) dokonane zimą 2001/2002 zostały uznane za najlepsze przejścia wspinaczkowe w tym sezonie zimowym 2001/2002 i wyróżnione nagrodą PZA[9].
- Także zimowa wspinaczka w następnym sezonie (dokonana także z Grzegorzem Skorkiem) dokonana na Wielkiej Turni drogą „Nauka Haczenia” (o trudnościach V+, A3), która była pierwszym jednodniowym i pierwsze non-stop przejściem zimowym w ciągu 14h, została uznana za najlepsze przejścia wspinaczkowe w sezonie zimowym 2002/2003 i wyróżnione nagrodą PZA[10].

### Alpy
- 1992, 24 II-3 III – Petit Dru (masyw Mont Blanc), było to zimowe przejście direttissimy francuskiej na zachodniej ścianie (wraz z Ryszardem Hołodniakiem i Bogdanem Samborskim)
- 1993, III 7-10 – Grandes Jorasses, Pointe Croz (masyw Mont Blanc), dokonanie pierwszego przejścia zimowego (drugiego w ogóle) drogi Manitua na północnej ścianie (wraz z Jackiem Fluderem, Stanisławem Piecuchem i Bogdanem Samborskim)[11].
- 1993, VIII 30 – Grandes Jorasses, Pointe Walker (masyw Mont Blanc), dokonanie drugiego przejścia drogi Extreme Dream na północnej ścianie (wraz z Jackiem Fluderem).
- 2000, lato – Marmolada di Penia, przejścia dróg: Via Omrello da Sole (VIII-), Via Elsa (VIII-), Via Olimp (IX+ OS), (z Grzegorzem Skorkiem)[12].
- 2001, lato – Marmolada di Rocca, przejście drogi „Via Ekstasi” (trudności ED- 7+, A0, OS, w czasie 13 godz.) (z Grzegorzem Skorkiem)[12].
- 2001 – Eiger, dokonanie pierwszego polskiego przejścia drogi „Directissime Ghilini – Piola” (1300 m, ABO inf 6b, A4, w czasie 31 godz.), była to jedna z najtrudniejszych dróg alpejskich pokonanych przez Polaków na przestrzeni kilku lat[12].
- 18–23 lutego 2003 – Petit Dru (masyw Mont Blanc), przejście częściowo nowej drogi (Home Speed Home, trudności VII, A3) na zachodniej ścianie (wraz ze Stanisławem Piecuchem i Grzegorzem Skorkiem)[10].

Ponadto w lutym-marcu 1994 r. w ciągu 12 dniowej wspinaczki dokonał (wraz z Jackiem Fludrem i Stanisławem Piecuchem) zimowego przejścia ściany Trollväggen (Troll Wall) w Norwegii, drogi długości 1100 m „Arch Wall” (trudności VI, 5.11-, A4+), które jest osiągnięciem wysoko cenionym w świecie.

### Alaska, Grenlandia, Patagonia, Tienszan
- W styczniu 1996 r. uczestniczył w wyprawie centralnej Polskiego Związku Alpinizmu do Patagonii kierowanej przez Zbigniewa Krośkiewicza, której celem było poprowadzenie nowej drogi wschodnią ścianą Cerro Torre (3133 m), skalnej iglicy uznawanej za jedną z najtrudniejszych technicznie gór świata. Po pokonaniu 600 m wspinaczkę przerwano ze względu na ogromne zagrożenie wodą i spadającymi z czapy szczytowej kawałkami lodu. Postanowiono szczyt zdobyć 1000 m drogą Maestriego. 30 stycznia Janusz Gołąb w czasie wspinaczki tuż pod szczytem w wyniku uderzenia spadającym kamieniem doznał urazu prawej ręki i jego zespół musiał wycofać się ze ściany, mimo że do szczytu brakowało im ok. 25 m. Tego dnia szczyt zdobyli wspinacze z drugiego zespołu (Jacek Fluder i Stanisław Piecuch)[16]. Nie było to jednak pierwsze polskie wejście na szczyt, gdyż przed nimi na wierzchołku pojawił się w styczniu 1989 r. zespół Marek Olczyk i Krzysztof Dziubek
- W 2000 wytyczył 900-metrową trudną drogę na ścianie góry Nalumassortoq w południowej Grenlandii (wraz z Jackiem Fluderem, Stanisławem Piecuchem i Marcinem Tomaszewskim)[17].
- Dokonywał także ekstremalnych wspinaczek na Alasce przy lodowcu Buckskin – m.in. pierwszego przejścia lewego filara na Bear Tooth. Ścianą o wysokości ok. 1400 m latem 2002 r. poprowadzono drogę „You can’t fly” mającą 41 wyciągów i trudności VII A3, wspinaczka zajęła 6 dni, a 2 dni zjazdy do podnóża ściany (wraz z Jackiem Fluderem, Stanisławem Piecuchem i Grzegorzem Skorkiem)[18].
- 2004 – lato w górach Tienszan. Wraz z Grzegorzem Skorkiem zaatakował bardzo trudną północną ścianę Chan Tengri (7010 m) z ponad 2 km wysokości z zamiarem poprowadzenia nowej drogi. W trakcie załamania pogody, podczas wycofywania się ze ściany, doszło do tragedii. 18 lipca Grzegorz Skorek w czasie zjazdów spadł wraz z blokami skalnymi, z których zbudowane było stanowisko. Janusz Gołąb poturbowany przez trzy lawiny w ciągu dziewięciu zjazdów, mimo kontuzjowanej nogi, osiągnął podstawę ściany, gdzie zabiwakował bez sprzętu, a następnego dnia dotarł do bazy[12][2].

### Himalaje i Karakorum
- 1999 – Kedar Dome w Himalajach Gharwalu. Poprowadzenie nowej drogi na wielkiej ścianie Kedar Dome, przejście trwało 3 dni (wraz Jackiem Fluderem i Stanisławem Piecuchem).
- 2003, lipiec-sierpień – Kunyang Chhish East (7400 m) próba zdobycia tego jednego z nielicznych dziewiczych siedmiotysięczników Karakorum, wspinając się (wraz Stanisławem Piecuchem i Grzegorzem Skorkiem) w dniach 15–18 sierpnia stylem alpejskim, osiągnięto na wysokości ok. 6700 m podstawę skalnego monolitu wieńczącego prawie 3-kilometrową ścianę[19][20].
- 2012 – Gaszerbrum I – pierwsze zimowe wejście. 9 marca 2012 roku, około godziny 08:30 czasu lokalnego Janusz Gołąb wraz z Adamem Bieleckim dokonali pierwszego zimowego wejścia na Gaszerbrum I (8068 m n.p.m.) w Karakorum, w Pakistanie[21][22]. Jest to 11. ośmiotysięcznik zdobyty zimą i drugi w Karakorum. Wejścia dokonano bez użycia tlenu, drogą japońską prowadzącą od strony północno-zachodniej. Odbyło się w ramach wyprawy PZA kierowanej przez Artura Hajzera.
- 2014 – 31 lipca zdobył K2.

## Odznaczenia i nagrody
Janusz Gołąb za dokonania wspinaczkowe odznaczony został Medalem za Wybitne Osiągnięcia Sportowe. W 1999 r. wraz z Jackiem Fluderem i Stanisławem Piecuchem otrzymał nagrodę „Kolosy” za zdobycie wschodniej ściany Kedar Dome w Garhwalu, w Indiach, jednej z najtrudniejszych ścian w Himalajach. Dwukrotnie dostał wyróżnienie „Kolosów”: w 2000 za wytyczenie 900-metrowej trudnej drogi na ścianie góry NAlummassortoq w południowej Grenlandii (wraz z Jackiem Fluderem, Stanisławem Piecuchem i Marcinem Tomaszewskim) i w 2003 za wytyczenie nowej drogi zimowej na legendarnej ścianie Dru w Alpach (wraz ze Stanisławem Piecuchem i Grzegorzem Skorkiem). Dwukrotnie dostał nagrodę Polskiego Związku Alpinizmu za najlepsze przejścia wspinaczkowe w sezonie zimowym (2001/2002 i 2002/2003).
25 kwietnia 2015 prezydent RP Bronisław Komorowski odznaczył Janusza Gołąba Złotym Krzyżem Zasługi „za zasługi dla rozwoju sportów wysokogórskich, za promowanie imienia Polski w świecie”. W 2018 z kolei otrzymał Odznakę Honorową za Zasługi dla Województwa Śląskiego.